# Incidente com avião U-2 em 1960

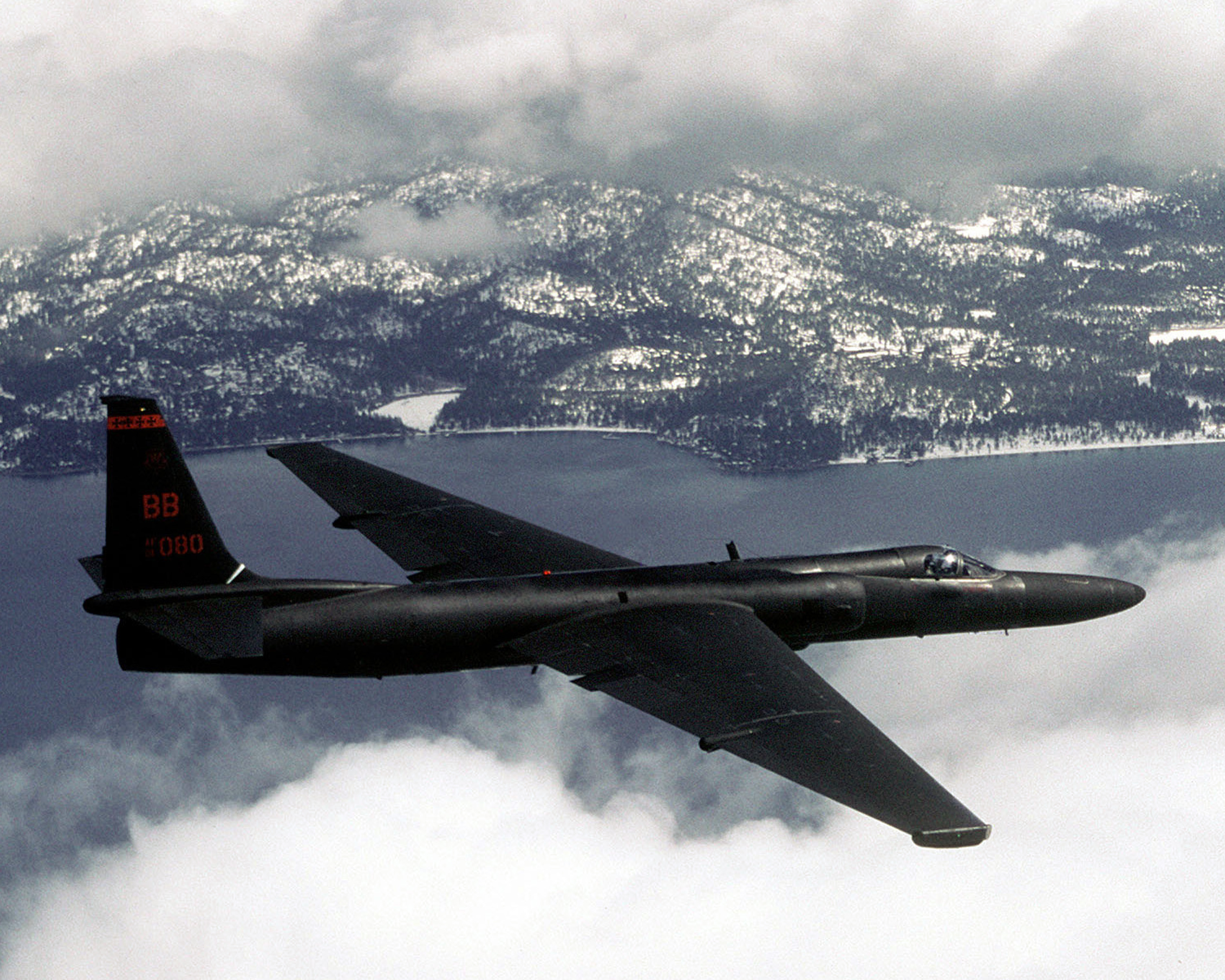
Um U-2.

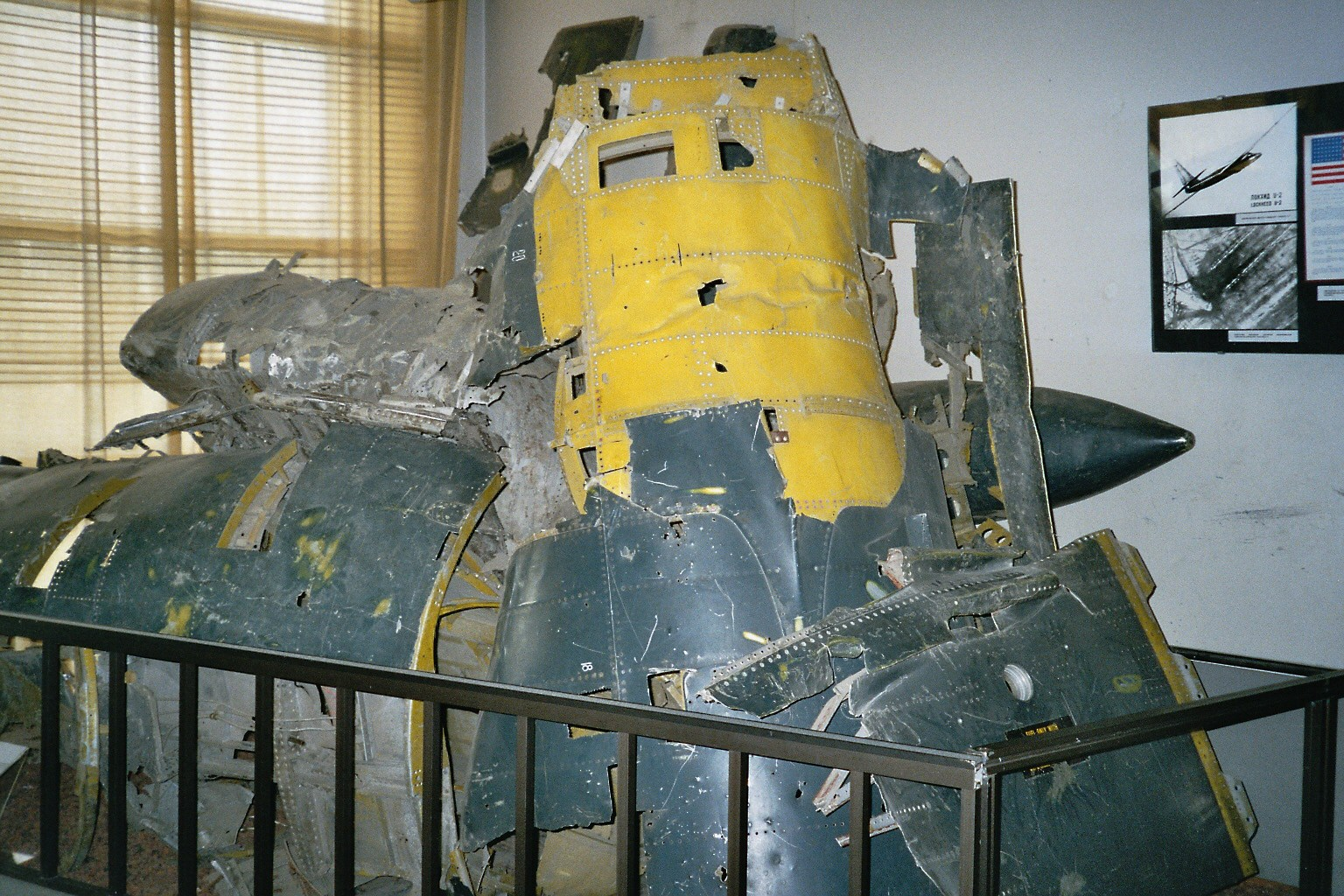
Fuselagem do U-2.

O incidente do avião U-2 ocorreu durante a Guerra Fria, em 1 de maio de 1960, quando um avião U-2 de espionagem dos Estados Unidos foi abatido sobre a União Soviética. No início, o governo dos Estados Unidos negou a meta e missão da aeronave, que era de invadir o espaço aéreo e espionar a União Soviética, mas foi forçado a admitir publicamente o seu papel na intrusão do espaço aéreo quando o regime soviético de Nikita Khrushchev mostrou os restos do avião, surpreendentemente preservados, e anunciou ainda que seu piloto, Francis Gary Powers, tinha sobrevivido à queda.
A apenas duas semanas antes da abertura de um encontro de cúpula Leste-Oeste em Paris, o incidente foi muito embaraçoso para os Estados Unidos e provocou uma forte deterioração nas relações com a União Soviética.

## Antecedentes
Em julho de 1957, o presidente dos Estados Unidos, Dwight Eisenhower, pediu permissão ao primeiro-ministro do Paquistão, Suhrawardy Shaheed Husayn, para estabelecer uma unidade de inteligência secreta para o então recente avião espião U-2 decolar de seu país.
A unidade localizada na cidade de Badabada, a cerca de 15 km de Peshawar, foi um disfarce que escondia uma grande rede de intercepção de comunicações, que era operada pela Agência de Segurança Nacional dos Estados Unidos. Além disso, Badabada foi uma excelente escolha devido à sua proximidade com a Ásia Central Soviética. Poderia-se, assim, monitorar a atividade dos locais de teste de mísseis na região. Aviões U-2 foram autorizados a usar a parte militar do aeroporto de Peshawar para realizar suas atividades de espionagem aérea, numa época anterior ao satélite artificial, que exploraria muito mais o território de outros países com muito menos risco.
Em 9 de abril de 1960, um U-2 da unidade "10/10" da Agência Central de Inteligência (CIA) atravessou a fronteira sul da União Soviética na região das montanhas Pamir, sobrevoando objetivos militares soviéticos altamente secretos: a área de teste de Semipalatinsk no Cazaquistão; uma base de bombardeiros Tupolev Tu-95 Bear; outra base de testes de mísseis antiaéreos perto da cidade de Saryshagan; e a base de mísseis de Tyuratam (futuro Cosmódromo de Baikonur). O avião foi detectado pelas Forças de Defesa da União Soviética às 4ː47, depois de ter penetrado cerca de 250 km dentro do território soviético, fugindo dos caças MiG-19 e Sukhoi SU-9 que o tentaram interceptar devido a sua elevada altitude de voo. Depois que o U2 deixou o espaço aéreo soviético às 11:32 (quase sete horas mais tarde), através do noroeste europeu da União Soviética, ficou claro que a CIA havia feito uma operação especial de inteligência. Essas ações audazes dos Estados Unidos foram uma provocação clara e uma flagrante violação das regras de direito internacional público e das leis do regime aeronáutico que os demais países do mundo haviam aceitado como legítimos. Porém, o presidente soviético, Nikita Khrushchev, num primeiro momento, não soube o que fazer, pois, se ele fizesse um protesto diplomático, não importa quão forte fosse, deixaria poucas dúvidas sobre sua inferioridade em tecnologia militar: significaria que não tinha qualquer caça que pudesse operar nas mesmas altitudes do evasivo U-2, nem (aparentemente) um míssil disponível terra-ar capaz de atingir um avião voando a essa altura (cerca de 24 km). Portanto, suportou em silêncio a humilhação e limitou-se a detectar a presença permanente do U-2 em seu radar, enquanto os Estados Unidos impunemente violavam o espaço aéreo soviético. No entanto, os eventos subsequentes desencadeados poucos meses depois provariam que a União Soviética tinha atualizado a sua capacidade de mísseis antiaéreos com uma rapidez incrível.
O próximo voo deste tipo estava previsto para o início de maio apesar de seus riscos implícitos, e ninguém no governo do general Dwight Eisenhower imaginava como ele seria realmente feito.

## Os acontecimentos
No dia primeiro de maio de 1960, 13 dias antes da abertura da reunião Leste-Oeste em Paris, o avião espião Lockheed U-2 decolou de sua base em Badabada, no Paquistão, com a missão de sobrevoar a União Soviética, fotografando bases e silos de mísseis balísticos intercontinentais nucleares (ICBM) nas regiões perto de Sverdlovsk e Plesetsk, antes de finalmente pousar em Bodø, no norte da Noruega (um dos dois únicos países da Organização do Tratado do Atlântico Norte (OTAN/NATO) que fazem fronteira com a antiga União Soviética, como a Turquia).

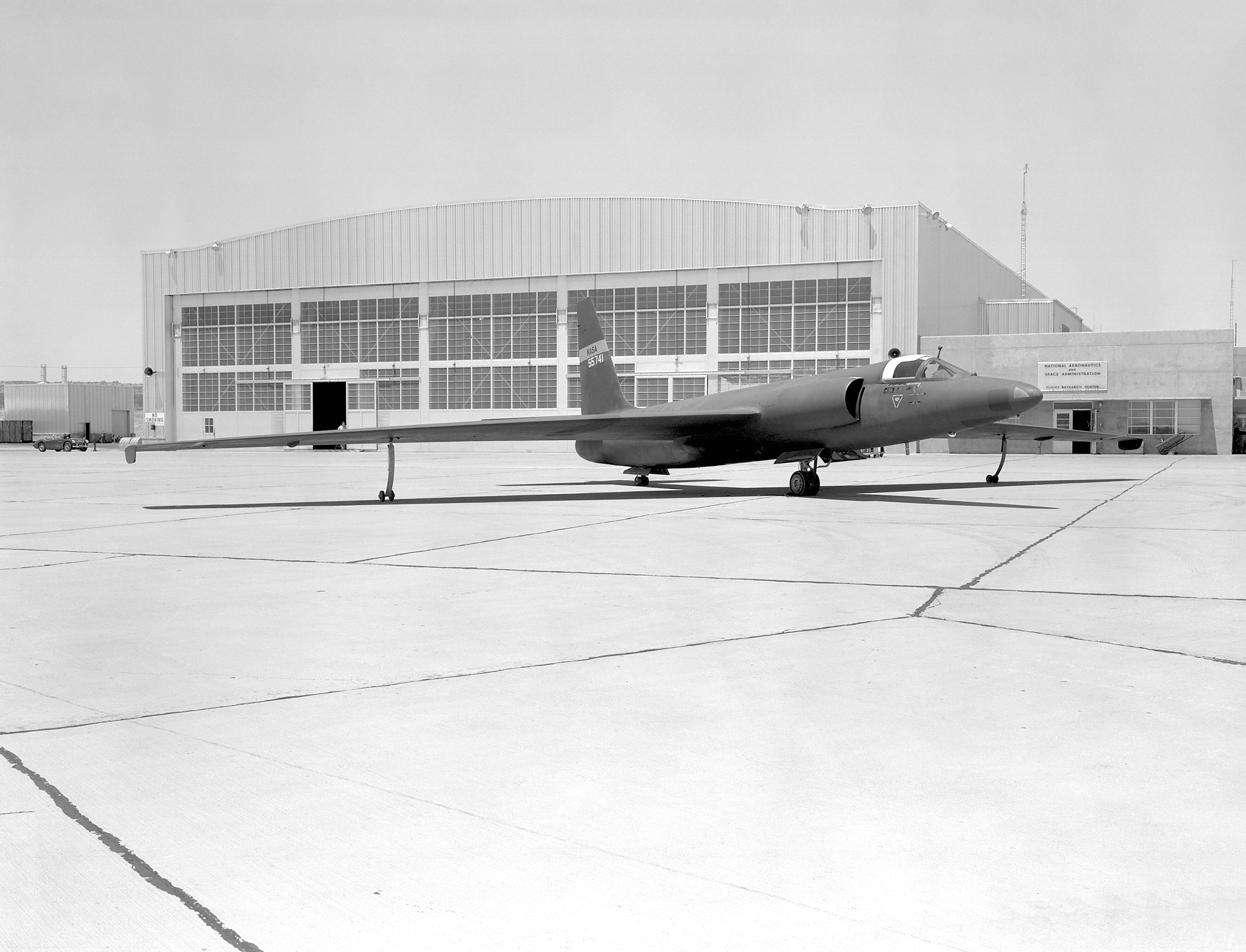
Avião U-2 com número de série falsificado no centro de pesquisa e desenvolvimento aeroespacial Edwards Air Force Base, em 6 de maio de 1960 (foto da NASA)

Todas as unidades da Força Aérea soviética na Ásia Central, Cazaquistão, Sibéria, nos Urais (e mais tarde, na região europeia da União Soviética e até o extremo norte) estavam em alerta e aguardando a iminente invasão do espaço aéreo soviético por um U-2 proveniente do sul. Então, logo após a detecção da aeronave intrusa, o Tenente-General da Força Aérea Soviética Yevgueny Savistky ordenou aos comandantes das unidades aéreas que atacassem com todos os caças em alerta essa aeronave estrangeira na área de seu curso e a destruíssem se necessário.
Devido à altitude operacional extrema do U-2, cerca de 24 km, os soviéticos tentaram interceptar usando o "convencional" sistema de combate, que falhou. Além disso, durante o voo, o U-2 estava fora do alcance de vários mísseis de lançamento terra-ar. O único míssil que poderia ter feito o serviço havia sido desativado por conta do feriado do Dia do Trabalho.
Segundo a versão soviética oficial do que aconteceu (que seria questionada mais de três décadas depois), o U-2 foi finalmente atingido e derrubado perto da cidade de Degtyarsk, nos Urais, por um dos catorze mísseis S-75 Dvina (SA-2 Guideline de acordo com a classificação da NATO). O piloto Francis Gary Powers ejetou. Ao fazê-lo, não ativou (ou não pôde ativar) a carga explosiva de pequeno porte que teria contribuído para a destruição da aeronave, cuja fuselagem atingiu o solo, tornando-se a prova incriminatória. Além disso, durante o treinamento, Powers recebera um dólar de prata alterado, que escondia uma agulha embebida em uma substância tóxica tropical chamada curare. No entanto, não pôde cometer o suicídio quando se ejetou.
Pouco antes de pular da aeronave, Powers se esqueceu de desligar o tubo de oxigênio (fundamental para respirar em tais alturas) e se enroscou nele, até conseguir retirar a mangueira que o prendia ao avião. Nesse momento, o avião já tinha entrado em uma manobra chamada "parafuso" (giros no seu eixo de deslocamento). Um segundo míssil atingiu e danificou o U-2 ainda mais, e provavelmente teria matado Powers se ele ainda estivesse na nacele. Ele foi finalmente capturado, depois de ter sido encontrado por alguns agricultores soviéticos, que logo perceberam que estavam lidando com um estrangeiro que não falava russo.
O centro de comando dos mísseis antiaéreos não tinha a confirmação da derrubada após 30 minutos. Surpreendente e curiosamente, um dos caças soviéticos perseguidores de Powers (um MiG-19) também foi destruído, matando seu piloto.
Sobre este último fato em particular, foi alegado que houve um equívoco fatal. Como o primeiro de maio é o Dia Internacional do Trabalho, parte das estações de acompanhamento aéreo soviéticas não haviam mudado seus códigos, mesmo que, por regulamento, isso seja feito no início de cada mês. Estas codificações de rádio permitem que uma aeronave possa distinguir aviões amigos e inimigos, evitando a derrubada do MiG-19.
Até mesmo Khrushchev pensou que era uma afronta pessoal de Eisenhower. Mas acontece que nos Estados Unidos, o Dia dos Trabalhadores é comemorado na primeira segunda-feira em setembro, e o presidente dos Estados Unidos não tinha ideia da importância do feriado que é comemorado na União Soviética no dia do incidente.
Um estudo cuidadoso do voo de Powers mostra que uma das principais metas era a espionagem da instalação de produção de plutónio conhecida como Chelyabinsk-65. Ao fotografá-la de cima, poder-se-ia estimar a dissipação de calor do sistema de resfriamento da usina, permitindo calcular a potência dos reatores. Isso poderia determinar como o plutónio foi produzido, e finalmente refinar as tentativas de calcular a produção de armas nucleares soviéticas.
Devido à sua extrema sensibilidade militar, várias baterias antiaéreas foram instaladas ao redor da planta industrial, que embora fosse bem localizada dentro do vasto território da União Soviética perto dos Urais, ainda eram passíveis de espionagem pelos aviões U-2 norte-americanos.

## Os americanos tentam negar o ocorrido mas são desmascarados
Em 5 de maio de 1960, quatro dias após o desaparecimento de Powers, a NASA lançou um relatório muito detalhado de imprensa afirmando que uma de suas aeronaves de pesquisa havia "desaparecido" no norte da Turquia. O falso relatório especulou que o piloto poderia ter perdido a consciência enquanto o piloto automático ainda estava ligado, mesmo alegando falsamente que tinha "informado pelo sinal de rádio de emergência que estava passando por dificuldades [com seu tubo] de oxigênio". Ainda para reforçar a intenção de ocultar suas ações de espionagem, um avião U-2 foi rapidamente pintado com o logotipo da NASA e posteriormente exibido através dos noticiários do mundo todo.
Depois de descobrir o encobrimento que os Estados Unidos promoviam, o premiê soviético Nikita Khrushchev anunciou para o Soviete Supremo e o mundo que "um avião espião" havia sido derrubado na União Soviética, mas, deliberadamente, não fez referência sobre o piloto ter sobrevivido ao incidente, mantendo as informações vitais como a sua "carta na manga".
Eisenhower e seus conselheiros morderam a isca e pensaram que o piloto tinha morrido, autorizando a liberação de uma reportagem de encobrimento que dizia que era um "avião de pesquisa meteorológica" que tinha entrado no espaço aéreo soviético e que, depois que se perdeu, o piloto teria dito pelo rádio que estava enfrentando problemas com seu equipamento de oxigênio, enquanto voava sobre a Turquia.
A Casa Branca admitiu que poderia ser a mesma aeronave, mas declarou que "não houve qualquer tentativa deliberada de violar o espaço aéreo soviético, e tentou manter a farsa de sua operação de fachada, desinformação e ocultamente da informação verdadeira, mandando manter em terra a todos os U-2, para verificar se havia "problemas de oxigênio".
Em 7 de maio, Khrushchev disse, desfechando a verdade:

"Digo-vos um segredo. Quando eu fiz meu primeiro relatório, deliberadamente não disse que o piloto estava vivo e em bom estado... e agora olho para todas as coisas estúpidas que eles [as autoridades dos Estados Unidos] disseram."

Powers não só estava vivo, mas os soviéticos também tinham em mãos a aeronave abatida. Os soviéticos conseguiram recuperar a câmera de vigilância e ainda mostraram algumas fotografias que havia batido. Assim, o incidente demonstrou ser uma grande humilhação para a administração Eisenhower, pego em uma mentira internacional, o que era evidente e inegável.
O "kit de sobrevivência" de Powers, que incluía 7 500 rublos na época e joias de mulheres, também foi recuperado. Hoje, grande parte dos destroços, bem como vários itens do kit de sobrevivência, estão em exposição no Museu Central das Forças Armadas da Rússia, em Moscou. Um pequeno fragmento retornou aos Estados Unidos, e está no Museu Criptológico Nacional, uma instituição da National Security Agency (NSA). Além disso, a família de Powers recebeu, em 2000, às vésperas do quadragésimo aniversário do incidente, uma pequena parte do avião, que tem uma forma de meia lua.

## Consequências
O Encontro de Paris entre o presidente dos Estados Unidos general Dwight Eisenhower e o líder soviético Nikita Khrushchev desmoronou antes mesmo que sequer pudesse começar, principalmente porque o americano se recusou a pedir desculpas publicamente pelo incidente. Khrushchev abandonou finalmente o encontro em 16 de maio.

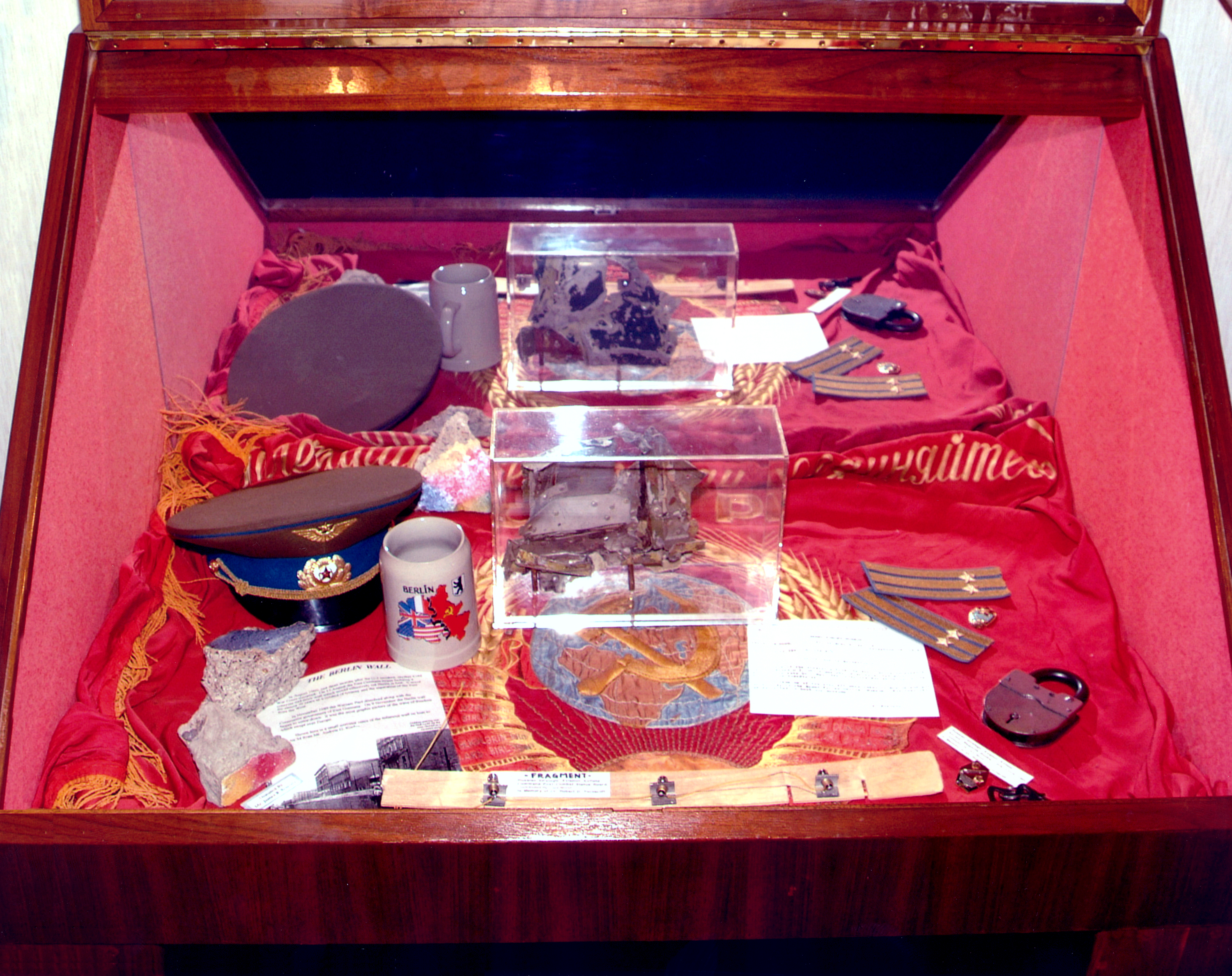
A maleta com o kit de sobrevivência de Powers

A União Soviética convocou uma reunião do Conselho de Segurança das Nações Unidas em 23 de maio para dar sua versão dos acontecimentos. As reuniões continuaram durante quatro dias, em que surgiram outras acusações de espionagem. No Encontro de Paris, a administração Eisenhower lançou sua proposta de "céu aberto" com voos recíprocos para tentar chegar a um acordo sobre o reconhecimento aéreo mútuo "preventivo" entre as duas superpotências militares antagônicas. Apesar da "justiça de sua causa", a União Soviética não conseguiu impor a sua moção, ante uma Organização das Nações Unidas basicamente dominada pelas potências ocidentais anticomunistas. A delegação soviética queria uma solução concisa para condenar a invasão aérea e exigiu do governo dos Estados Unidos de que tal fato não se repetiria.
Powers se declarou culpado e foi rapidamente condenado por espionagem, em 19 de agosto de 1960, a 10 anos prisão (com três anos de prisão e outros sete de trabalho forçado). Sua defesa incluiu a frase memorável "julgar-me como um ser humano e não como um inimigo."
Mas acabou cumprindo apenas 18 meses da pena antes de ser trocado, em 10 de fevereiro de 1962, por um notável espião soviético que vinha atuando na cidade de Nova York durante 1940 e 1950, o coronel de inteligência Viliam Guénrijovich Fisher (mais conhecido por seu apelido Rudolf Abel). A troca aconteceu na ponte de Glienicke, que liga Potsdam, na Alemanha Oriental (comunista), com a cada vez mais isolada Berlim Ocidental (o muro de Berlim começou a ser construído em agosto de 1961).
Outra consequência do incidente foi a deterioração evidente das relações entre a União Soviética e o Paquistão. Na verdade, a União Soviética iria doar mais equipamento, dinheiro e mais militares para a Índia de Pandit Nehru, em detrimento de seu adversário no subcontinente, o Paquistão, armado pelos Estados Unidos.
Outra consequência indireta da crise foi contribuir para o desenvolvimento de uma nova aeronave de reconhecimento supersônico, o agora legendário Lockheed SR-71. Ele agiria no extremo oeste da União Soviética Europeia, sobre a península de Kola. No entanto, num fato que seria muito mais importante, o incidente alimentou o desenvolvimento dos satélites espiões dos Estados Unidos em geral, particularmente os de classe "Corona".
Na tentativa de reforçar a sua própria frente doméstica, o general paquistanês Khalid Mahmud Arif, comentando o incidente, disse: "O Paquistão se sentiu enganado porque os Estados Unidos o tinham mantido no escuro [ou seja, não o informou] de semelhantes operações de espionagem clandestina iniciadas a partir do seu território."
No entanto, a interceptação das comunicações feitas pelas instalações de Badabada continuaram durante vários anos, sendo oficialmente encerradas em 7 de janeiro de 1970.

## Versões posteriores
Por 36 anos (ou seja, entre 1960 e 1996), a versão oficial soviética foi que o avião espião foi derrubado após ser atingido por um dos quatorze mísseis terra-ar tipo SA. Esta história originou-se a partir da informação vazada para o Ocidente pelo coronel Oleg Penkovski, um agente soviético da GRU que espionava para o MI6 britânico e indiretamente, para a CIA americana. Nos últimos anos, porém, novas provas vieram e são substancialmente diferentes da oficial.

### Igor Mentyukov (piloto envolvido no incidente)
Em 1996, o ex-piloto soviético Igor Mentyukov revelou que a aproximadamente 20 mil m de altitude, sob as ordens de abater o intruso, conseguiu desequilibrar o U-2 através da guinada de seu Sukhoi Su-9 desarmado, obrigando a aeronave intrusa a dar meia-volta e quebrar suas asas frágeis. De fato, a bateria de mísseis antiaéreos tinha encontrado um alvo. Mas, ao invés do avião espião norte-americano, teria derrubado o outro avião soviético na área, um MiG-19. Para tentar reforçar a sua versão, Mentyukov apelou para o senso comum, dizendo que teria sido virtualmente impossível para um avião sobreviver a um impacto direto deste tipo, especialmente sendo um U-2. Portanto, nestas condições, teria sido extremamente difícil para o piloto sobreviver. 
Além disso, a alta velocidade do míssil no relativamente lento U-2 (em comparação com o míssil) não daria tempo de Powers se ejetar. Embora o teto aéreo máximo normal do Su-9 é da ordem de 16 500-17 000 pés, a aeronave de Mentyukov, tendo sido libertada do fardo que significavam suas armas habituais, poderia escalar várias centenas de metros. Mas, na ausência de armas, a única opção era o piloto tentar investir (em russo: taran) sobre o seu objetivo, como um aríete.

### Sergei Khrushchev (filho do primeiro-ministro soviético durante o incidente)
Em 2000, Sergei Khrushchev escreveu sobre a experiência de seu pai no incidente. Mentyukov disse que tentou interceptar o U-2, mas não conseguiu, e nem sequer tiveram contato visual com o alvo. Ele disse que o major Mikhail Voronov, que estava no comando de uma bateria de mísseis antiaéreos, disparou três SA-2, mas apenas um teve ignição. Isto rapidamente rumou para o alvo e explodiu no ar, por trás do U-2, mas próximo o suficiente para tremer violentamente o avião frágil, fazendo ainda com que as suas asas longas fossem separadas da fuselagem. Assim, após a queda de vários metros, Powers não tinha escolha a não ser ejetar.
A falta de certeza sobre o sucesso (ou não) do foguete inicial fez com que disparassem mais treze foguetes de defesas aéreas próximas, mas, paradoxalmente, um destes mísseis acabou perseguindo o rastro de fogo deixado pelo MiG-19 do tenente Sergei Safronov, matando-o. O tenente seria, postumamente, condecorado com a Ordem da Bandeira Vermelha.

## Consequências a longo prazo
O piloto Gary Powers foi morto em agosto de 1977, paradoxalmente, em um acidente de avião. Seu helicóptero caiu depois de ficar sem combustível, enquanto trabalhava para uma emissora de TV na cidade californiana de Los Angeles. Seu filho, Francis Gary Powers Jr., cada vez mais interessado no legado de seu pai, abriu em 1996 um museu dedicado à Guerra Fria, o Museu da Guerra Fria.
Em 2000, no quadragésimo aniversário do famoso incidente, o governo do ex-presidente russo Boris Yeltsin enviou, para a família de Powers, uma pequena estatueta constituída por uma peça original de avião em forma de lua crescente.